# Claytonia flava
Claytonia flava är en källörtsväxtart som beskrevs av A. Nels. Claytonia flava ingår i släktet vårskönor, och familjen källörtsväxter. Inga underarter finns listade i Catalogue of Life.